# Řád vítězství socialismu
Řád vítězství socialismu (rumunsky: Ordinul «Victoria Socialismului») bylo státní vyznamenání Rumunské socialistické republiky založené roku 1971. Udílen byl za zvláštní zásluhy při budování socialistické vlasti či za obranu země. Obvykle byl udílen s čestným titulem Hrdiny Rumunské socialistické republiky.

## Historie a pravidla udílení
Řád byl založen zákonem č. 167 ze dne 6. května 1971. Udílen byl v jediné třídě za zvláštní zásluhy při budování socialistické vlasti a za zásluhy při obraně země. Obvykle byl řád udílen spolu s čestným titulem Hrdiny Rumunské socialistické republiky, ale mohl být udělen i samostatně. Počet udělení tohoto vyznamenání od jeho založení až do změny politického režimu v Rumunsku byl velmi malý. Avšak rumunský prezident Nicolae Ceaușescu obdržel tento řád spolu s čestným titulem hrdiny celkem třikrát.

## Insignie

### Typ I
Řádový odznak typu I má tvar stříbřité pěticípé hvězdy vyrobené z postříbřeného bronzu nebo tombaku. V některých případech udělení řádu vysokým úředníkům byl odznak vyroben ze stříbra nebo zlata. Jednotlivé cípy hvězdy jsou složeny z různě dlouhých paprsků. Nejdelší paprsek každého cípu je zdobený pozlaceným dekorem. Uprostřed hvězdy je kulatý pozlacený medailon lemovaný červeně či oranžově smaltovaným ozubeným kolem. Ve spodní části kola jsou dvě barevně smaltované vlajky. Vlevo je to vlajka Komunistické strany Rumunska a vpravo rumunská státní vlajka. Vnitřní okraj medailonu tvoří pozlacený vavřínový věnec. V medailonu je bíle smaltovaná obrysová mapa Rumunska, na které je položena planoucí pochodeň s písmenem V, které je zkratkou pro slovo vítězství. Rukojeť pochodně a písmeno je pozlacené, oheň je pokrytý červeným smaltem. Zadní strana odznaku je hladká, bez smaltu.

### Typ II
Řádový odznak typu II se podobá typu I je však menší. Na ústředních paprscích také není zlacený dekor, ale paprsky jsou zdobeny drobnými kamínky imitujícími drahokamy. Těmito kameny mohl být u tohoto typu zdoben i okraj věnce.